# Eclipse solar de 8 de abril de 2024

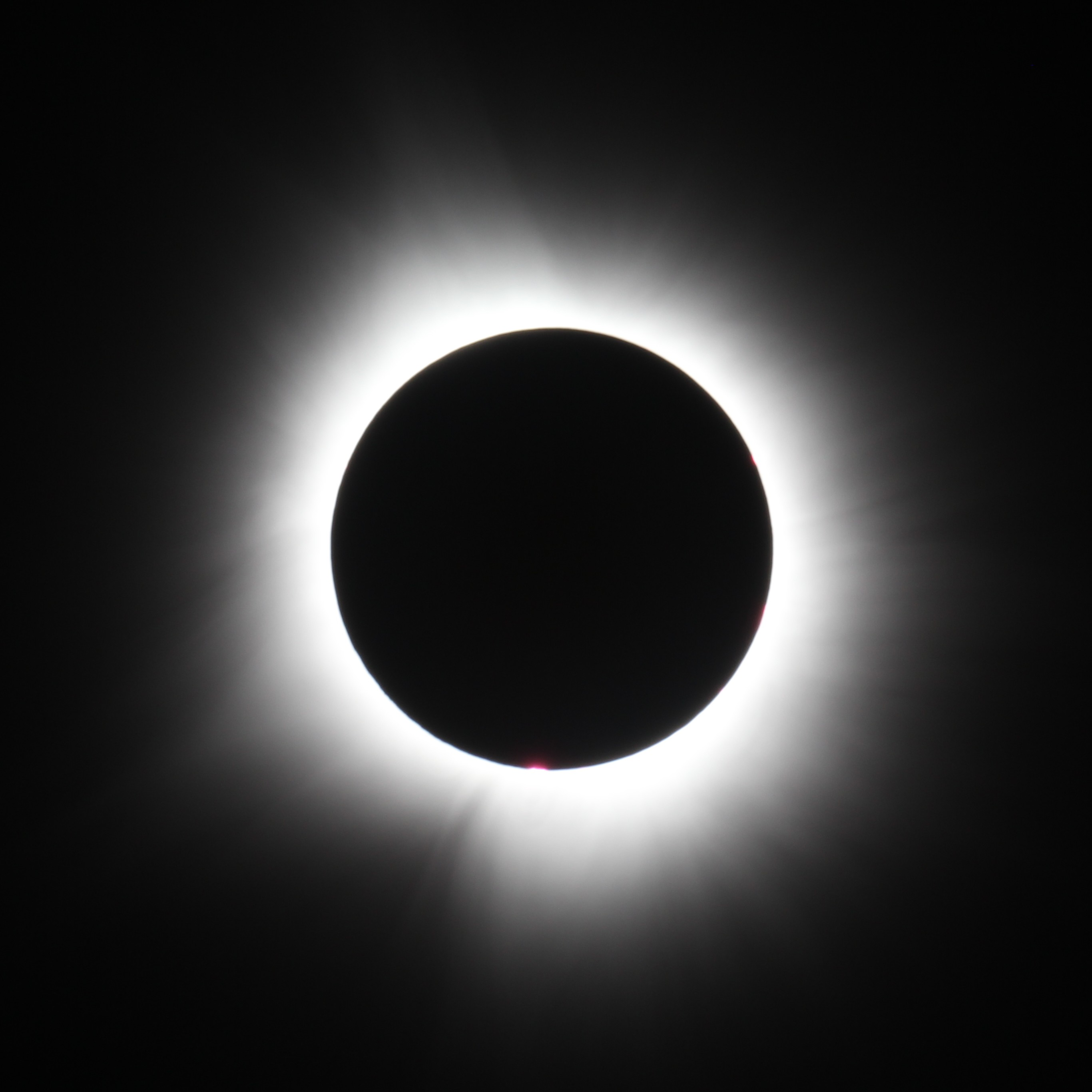
O eclipse solar visto da cidade de Indianápolis, nos Estados Unidos.

O eclipse solar de 8 de abril de 2024 foi um eclipse solar total, que foi visto em toda América do Norte é apelidado como o Grande Eclipse da América do Norte por alguns meios de comunicação. Este eclipse foi o primeiro eclipse solar total visível no Canadá desde 26 de fevereiro de 1979, o primeiro no México desde 11 de julho de 1991, e o primeiro nos Estados Unidos desde 21 de agosto de 2017. Foi o único eclipse solar total no século XXI em que a totalidade é visível no conjunto de três nações: México, Estados Unidos e Canadá. Foi o eclipse número 30 na série Saros 139 e terá magnitude 1,0565.

## Visibilidade

Esquema animado mostrando as áreas atingidas pelo eclipse

### México
No México, a totalidade passou pelos estados de Sinaloa, Durango e Coahuila.

### Estados Unidos
Nos Estados Unidos, a totalidade foi visível no Texas, Oklahoma, Arkansas, Missouri, Illinois, Kentucky, Indiana, Ohio, Michigan, Pensilvânia, Nova Iorque, norte de Vermont, Nova Hampshire e Maine. Será o segundo eclipse total visível na região central dos Estados Unidos em apenas 7 anos, após o eclipse de 21 de agosto de 2017. A totalidade também passará pela cidade de Wapakoneta, Ohio, cidade natal de Neil Armstrong.

### Canadá
No Canadá, o eclipse passou por partes do sul de Ontário, partes do sul de Quebec, centro de Novo Brunswick, Nova Escócia e a região central de Terra Nova.

### Europa
O eclipse foi visto parcialmente em Svalbard (Noruega), Islândia, Irlanda, partes oeste da Grã-Bretanha, noroeste da Espanha e Portugal, Açores e Ilhas Canárias.